# Ron Morris
Ron Morris (Ronald Hugh Morris; * 27. April 1935 in Glendale, Kalifornien; † 31. Mai 2024) war ein US-amerikanischer Stabhochspringer.

## Karriere
Bei den Olympischen Spielen 1960 in Rom gewann er mit 4,60 m die Silbermedaille hinter seinem Landsmann Don Bragg (4,70 m) und vor dem Finnen Eeles Landström (4,55 m).
1958, 1961 und 1962 wurde er US-Meister. Seine persönliche Bestleistung von 5,03 m stellte er am 31. Juli 1966 in Mikkeli auf.
Von 1968 bis 1977 war er Leichtathletiktrainer an der California State University, Los Angeles. Danach betrieb er von 1978 bis 2020 einen Fachhandel für Leichtathletikzubehör.